# アイザック・バロー

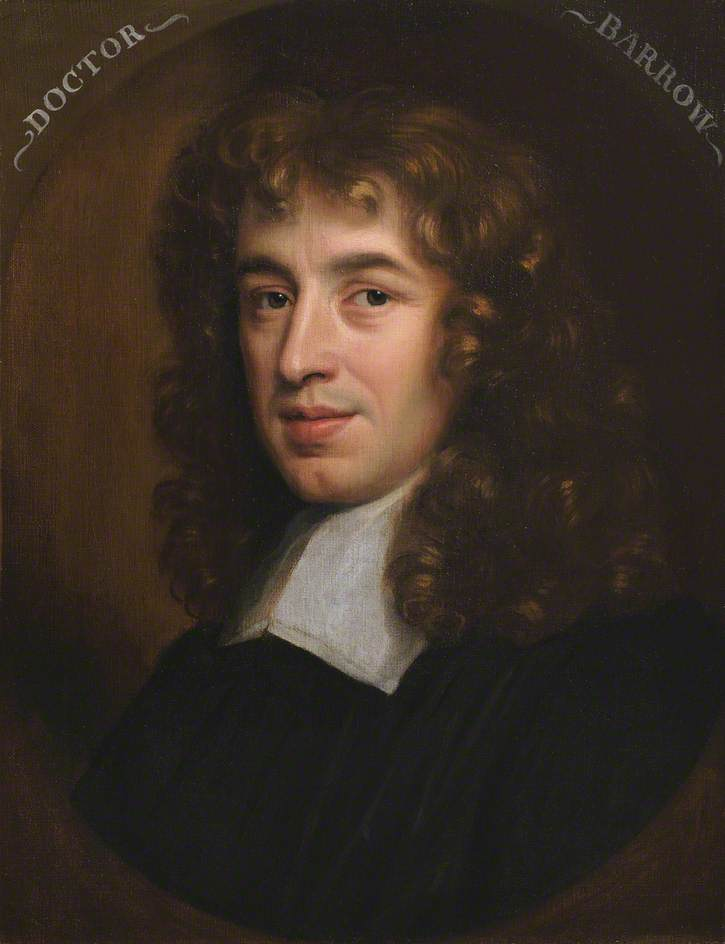
アイザック・バローの肖像画（メアリー・ビール作）。

アイザック・バロー（Isaac Barrow、 1630年10月 - 1677年5月4日）はイギリスの聖職者、数学者である。ケンブリッジ大学の初代のルーカス教授職を務めた。アイザック・ニュートンを指導したことで知られる。バローの業績は積分と微分がお互いに逆操作である（微分積分学の基本定理）ことを幾何学的な方法で証明したこと、またメルカトル図法における赤道から任意緯線までの距離算出に必要となる、正割関数の積分（今日でいうところのグーデルマン関数の逆関数）を初めて閉じた式で表現したことなどがある。
ロンドンで生まれ、ケンブリッジ大学トリニティ・カレッジで学んだ。1659年まで海外を4年ほど旅行し、1660年にケンブリッジ大学のギリシャ語の教授となり、1662年から王立協会フェローとグレシャム・カレッジの幾何学の教授、1663年に新しく設けられたルーカス教授職に任じられた。ルーカス教授職にある間に幾何学と光学の著書を発表した。1669年にニュートンの才能を認め、ルーカス教授職を譲り自らは神学教授に転身した。